# Ghanese voetbalbond
De Ghana Football Association (afkorting: GFA) is de Ghanese voetbalbond en werd opgericht in 1957. De bond organiseert het Ghanees voetbalelftal en het professionele voetbal in Ghana (onder andere de Premier League). Sinds 2006 is Kwesi Nyantakyi voorzitter van de voetbalbond. De GFA is aangesloten bij de CAF en de FIFA sinds 1958.